# Lista de jogos de código aberto
Esta é uma seleta lista de jogos de código aberto. Jogos de código aberto são jogos dos quais o código-fonte está disponível, podendo incluir jogos de domínio público, bem como jogos livres, isto é, que estão sob uma licença de software livre. Esta lista inclui jogos no qual o motor de jogo é de código aberto mas o conteúdo do jogo (mídia e níveis, por exemplo) podem ou não estar sob diferentes licenças.
Para mais informações veja: Jogos de código aberto.

## Jogos de Código Aberto e Conteúdo Livre
Os jogos nesta tabela são desenvolvidos sob uma licença de código aberto com conteúdo livre que permite reusar, modificar e comercializar todo o jogo. Licenças podem ser de Domínio público, GPL, BSD, Creative Commons, zlib, MIT, licença Artística e mais.
| Título                     | Lançado em                                 | Última atualização | Gênero                                                                 | Licença do Motor de Jogo           | Licença do Conteúdo              | Dimensões     | Informações Adicionais |
| -------------------------- | ------------------------------------------ | ------------------ | ---------------------------------------------------------------------- | ---------------------------------- | -------------------------------- | ------------- | --- |
| 0 A.D.                     | 2009                                       | 2021               | RTS                                                                    | GPLv2                              | CC BY-SA                         | 3D            | RTS histórico e multiplataforma, usando um motor de jogo original chamado Pyrogenesis. O código-fonte do jogo foi lançado em 10 de julho de 2009.                                                                                   |
| 2048                       | 2014                                       | 2014               | Puzzle                                                                 | MIT                                | MIT                              | 2D            | Um jogo de quebra-cabeça de blocos deslizantes. |
| Android Tetris             |                                            |                    |                                                                        |                                    | GNU-GPL                          | 2D            | Clone do tetris |
| Armagetron Advanced        | 2001                                       | 2015               | Corrida                                                                | GPL                                | GPL                              | 3D            | Um jogo multijogador, 3D de corrida Tron. |
| AstroMenace                | 2007                                       | 2013               | arcade                                                                 | GPL                                | GPL, CC BY-SA                    | 3D            | Um top-scrolling de nave espacial e ação. |
| Battle for Wesnoth         | 2005                                       | 2015               | TBТ                                                                    | GPL                                | GPL                              | 2D            | Jogo eletrônico de estratégia baseado em turnos com elementos de RPG. Inclui campanhas de um jogador e multiplayer. |
| Biniax                     | 2005                                       | 2012               | Puzzle                                                                 | licença zlib                       | licença zlib                     | 2D            | ? |
| Blades of Exile            | 1997                                       | 2011               | RPG                                                                    | GPL                                | GPL                              | 2D            | Era um produto comercial da Spiderweb Software. |
| Blob Wars                  | 2003                                       | 2009               | Plataforma, Action-adventure                                           | GPL                                | GPL, CC BY-SA, other open source | 2D, 3D        | ? |
| Bos Wars                   | 2004                                       | 2013               | RTS                                                                    | GPL                                | GPL                              | 2D Isométrico | 2D RTS rodando em uma versão modificada do Motor de Stratagus. |
| BZFlag                     | 1997                                       | 2012               | FPS de Tanque de Guerra                                                | LGPL                               | LGPL                             | ?             | ? |
| Cataclysm: Dark Days Ahead | 2013                                       | 2024               | RPG/Roguelike                                                          | CC BY-SA                           | CC BY-SA                         | ?             | Um pós-apocalíptico, survival roguelike com um gameplay de final aberto. Teve uma campanha de crowdfunding bem-sucedida no kickstarter.com em 22 de junho de 2013.                                                                  |
| Chromium B.S.U.            | 2000                                       | 2013               | arcade                                                                 | Artística                          | Artística                        | ?             | Um jogo no estilo arcade de ritmo acelerado de Shoot'em up top-scrolling |
| Cytoid                     |                                            |                    |                                                                        |                                    | GPLv3                            |               | jogo de ritmo onde pode criar níveis personalizados, compartilhar e também jogar. Baseado na jogabilidade de scanner |
| Colossal Cave Adventure    | 1976                                       | 1995               | ficção interativa                                                      | Domínio público                    | Domínio público                  | Texto         | Um dos primeiros jogos de ficção interativa, criado pelos programadores William Crowther / Don Woods. |
| Crossfire                  | 1992                                       | 2014               | MMORPG                                                                 | GPL                                | GPL                              | ?             | Originalmente iniciado como um clone de Gauntlet (arcade) desenvolvido por Frank Tore Johansen na Universidade de Oslo, Noruega. |
| Diamond Trust of London    | 2012                                       | 2012               | TBS                                                                    | Domínio público                    | Domínio público                  | 2D            | foi desenvolvido por Jason Rohrer e produzido por indiePub. Em 28 de agosto de 2012, e também foi lançado para o Nintendo DS. O jogo foi colocar em Domínio público e hospedado no SourceForge, como a maioria dos jogos de Rohrer. |
| Dungeon Crawl Stone Soup   | 2006                                       | 2015               | Roguelike                                                              | GPL                                | CC0                              | ?             | Um fork de código aberto do jogo Linley's Dungeon Crawl de 1997. |
| Endgame: Singularity       | 2005                                       | 2011               | Ficção científica/Inteligência Artificial Jogo eletrônico de simulação | GPL                                | GPL                              | 2D            | Escrito em Python |
| Enigma                     | 2003                                       | 2014               | Puzzle                                                                 | GPL                                | GPL                              | ?             | Um clone de Oxyd. |
| Fish Fillets NG            | 2004                                       | 2011               | Puzzle                                                                 | GPL                                | GPL                              | ?             | Lançado comercialmente como Fish Fillets em 1998. O código foi lançado em 2002 sob a GPL. |
| FlightGear                 | 1997                                       | 2015               | Flight Sim                                                             | GPL                                | GPL                              | 3D            | Microsoft Flight Simulator inspired clone. |
| Freeciv                    | 1996                                       | 2015               | TBS                                                                    | GPL                                | GPL                              | 2D Isométrico | Um clone de Civilization II. |
| FreeCol                    | 2003                                       | 2015               | TBS                                                                    | GPL                                | GPL                              | 2D Isométrico | Um clone do Sid Meier's Colonization. |
| Freedoom                   | 1993 (2001)                                | 2014               | FPS                                                                    | BSD                                | BSD                              | ?             | Doom content/resource clone. |
| Frozen Bubble              | 2002                                       | 2008               | Puzzle                                                                 | GPLv2                              | GPLv2                            | 2D            | Clone de Puzzle Bobble. |
| Gang Garrison 2            | 2008                                       | 2014               | Shooter                                                                | GPL                                | GPL                              | ?             | Um retro "remake" of Team Fortress 2. |
| Glest                      | 2004                                       | 2008               | RTS                                                                    | GPL                                | CC BY-SA                         | 3D            | RTS 3D com duas facções. O desenvolvimento cessou em 2008. Existem dois forks: MegaGlest e Glest Advanced Engine. |
| Globulation 2              | 2008                                       | 2009               | RTS                                                                    | GPLv3                              | GPLv3                            | 2D            | |
| GLtron                     | 2003                                       | 2003               | Corrida                                                                | GPL                                | GPL                              | 3D            | Baseado em uma pequena porção do filme Tron. |
| GNOME Games                | 1998                                       | 2010               | Various                                                                | GPL                                | GPL                              | ?             | Uma coleção de jogos que acompanha o resto do Ambiente de Desktop GNOME. |
| GNU Chess                  | 1984                                       | 2015               | TBS                                                                    | GPL                                | GPL                              | 2D            | ? |
| GNU FreeDink               | 1997                                       | 2012               | RPG                                                                    | GPLv3                              | Zlib                             | ?             | Port do Dink Smallwood com sons livres que foram substituídos. |
| GNU Go                     | 1999                                       | 2009               | TBS                                                                    | GPL                                | GPL                              | ?             | ? |
| Hedgewars                  | 2007                                       | 2015               | Jogo eletrônico de artilharia                                          | GPLv2                              | GPLv2                            | 2D            | Worms clone. |
| KDEGames                   | 1997 1998                                  | 2009               | Various*                                                               | GPLv2                              | GPLv2                            |               | *Coleção de jogos provenientes do lançamento oficial do KDE. |
| Kiki the nano bot          | 2003                                       | 2007               | Puzzle                                                                 | Domínio público                    | Domínio público                  | ?             | Uma mistura de Sokoban e Kula World. |
| Lichess                    | 2010                                       |                    |                                                                        |                                    | GPL v3                           |               | xadrez para Android |
| Lincity-NG                 | 1999                                       | 2013               | Jogo eletrônico de construção de cidade                                | GPL                                | GPL                              | ?             | Clone de SimCity. |
| Linley's Dungeon Crawl     | 1997                                       | 2005               | Roguelike                                                              | LGPL                               | LGPL                             | ?             | Roguelike |
| Liquid War                 | 1995                                       | 2014               | Maze games                                                             | GPL                                | GPL                              | 2D            | Jogo 2D no qual tu controla partículas e as move para derrotar o lado oposto. |
| MegaGlest                  | 2010                                       | 2015               | RTS                                                                    | GPL                                | CC BY-SA                         | 3D            | Cross-platform 3D RTS para acima de 8 jogadores (podem ser controlados por I.A.) em 7 facções. MegaGlest é um fork de Glest. |
| MegaMek                    | 2005                                       | 2009               | TBТ                                                                    | GPL                                | GPL                              | ?             | Simula o jogo de tabuleiro Classic BattleTech. |
| Micropolis                 | 1989 (como SimCity) 2008 (como Micropolis) | 2008               | Jogo eletrônico de construção de cidade                                | GPLv3                              | GPLv3                            | ?             | Lançamento de código aberto do SimCity de 1989. Também conhecido como OLPC SimCity. |
| Microwar                   | 2000                                       | 2009               | arcadeArcade                                                           | BSD                                | BSD                              | ?             | Um "Space Invaders estilo arcade", no mundo cruel da micro-computação industrial. |
| Mindustry                  | 2017                                       | 2024               | Tower defense                                                          | GPL-3.0                            | GPL-3.0                          | 2D            | Jogo de estratégia em tempo real tower defense com automação |
| Luanti                     | 2010                                       | 2024               | Caixa de areia                                                         | LGPL-2.1                           | CC BY-SA 4.0 e outras            | 3D            | Plataforma para criação de jogos voxel semelhante a Minecraft |
| Moria                      | 1983                                       | 1999               | RPG/Roguelike                                                          | GPL                                | GPL                              | 2D            | Um roguelike RPG baseado fortemente em O Senhor dos Anéis. |
| NetHack                    | 1987                                       | 2003               | RPG/Roguelike                                                          | Nethack GPL                        | Nethack GPL                      | Texto         | Um jogo de exploração de cavernas de único jogador. |
| Netrek                     | 1988                                       | 2011               | Gêneros de jogos eletrônicos#Shoot 'em up                              | MIT                                | MIT                              | 2D            | Sucessor do Xtrek de 1986, Netrek foi jogado primeiro em 1988. Foi o terceiro jogo da internet, o primeiro com time e ainda em 2011 era considerado o mais velho jogo na internet ainda jogado.                                     |
| Nexuiz                     | 2005                                       | 2009               | FPS                                                                    | GPL                                | GPL                              | 3D            | Foi criado um fork chamado Xonotic com licença comercial pela minoria do time de desenvolvimento. |
| NFC TicTacToe              |                                            |                    |                                                                        |                                    |                                  |               | |
| Oolite                     | 2006                                       | 2015               | Space Sim                                                              | GPLv2                              | GPLv2                            | 3D            | Clone de Elite. |
| OpenArena                  | 2005                                       | 2012               | FPS                                                                    | GPLv2                              | GPLv2                            | 3D            | Clone de Quake III. |
| OpenCity                   | 2003                                       | 2008               | Jogo eletrônico de construção de cidade                                | GPL                                | GPL                              | 3D            | Clone de SimCity. |
| OpenClonk                  | 2010                                       | 2015               | Action, RTS, Platform                                                  | ISC                                | CC BY                            | 2D            | Sucessor da série shareware Clonk. |
| Open Sudoku                | 2014                                       | 2024               | Puzzle                                                                 |                                    | GPL v3                           |               | Clone do sudoku |
| Pingus                     | 1998                                       | 2011               | Puzzle                                                                 | GPL                                | GPL                              | 2D            | Clone de Lemmings. |
| Pioneer                    | 2006                                       | 2015               | Space sim                                                              | GPLv3                              | CC BY-SA                         | 3D            | Inspirado por Frontier: Elite 2 |
| PokerTH                    | 2006                                       | 2014               | Card                                                                   | GPL                                | GPL                              | 2D            | ? |
| PySol                      | 2001                                       | 2009               | Card games, Patience                                                   | GPLv3                              | Domínio público e GPLv3          | 2D            | ? |
| Red Eclipse                | 2011                                       | 2020               | FPS                                                                    | zlib                               | CC BY-SA / CC BY                 | 3D            | Usa o motor do Cube 2: Sauerbraten. |
| Rigs of Rods               | 2007                                       | 2015               | Vehicle Sim                                                            | GPLv3                              | GPLv3                            | 3D            | Foi inicialmente criado como um simulador de caminhão fora da estrada, mas foi desenvolvido dentro de uma versátil sandbox de física.                                                                                               |
| Rocks'n'Diamonds           | 1995                                       | 2013               | Puzzle                                                                 | GPLv2                              | GPLv2                            | 2D            | Um scrolling tile-based jogo de quebra-cabeça que pode ser descrito como um clone que é uma combinação de Boulder Dash, Supaplex, Emerald Mine, e Sokoban.                                                                          |
| Ryzom                      | 2004                                       | 2015               | MMORPG                                                                 | GPL                                | CC BY-SA                         | 3D            | Todas as texturas e efeitos, modelos 3D, animações, personagens e vestuário (sem música ou sons) estão sob a Creative Commons#CC BY-SA.                                                                                             |
| Scorched 3D                | 2001                                       | 2012               | Jogo eletrônico de artilharia                                          | GPL                                | GPL                              | 3D            | Clone de Scorched Earth (jogo) |
| Secret Maryo Chronicles    | 2003                                       | 2009               | Plataforma                                                             | GPLv3                              | GPLv3                            | 2D            | Jogo 2D de plataforma inspirado na série Super Mario. |
| Simutrans                  | 1997                                       | 2014               | Business Sim                                                           | Artística                          | Artística                        | 2D            | Similar ao Transport Tycoon e o seu clone de código aberto, OpenTTD. O jogador deve construir um sistema de transporte rentável. |
| Sintel The Game            | 2012                                       | 2012               | RPG                                                                    | GPL                                | CC BY, GPL                       | 3D            | Um jogo baseado no filme Sintel da Blender Foundation. |
| Smash Battle               | 2008                                       | 2009               | Plataforma                                                             | GPLv3                              | CC                               | 2D            | É um shooter de plataforma ao estilo retro 8-bit, inspirado pelo mini-jogo de batalha do Super Mario Bros. 3. |
| Sopcom                     | 1984                                       | 2014               | Gêneros de jogos eletrônicos#Shoot 'em up                              | GPL                                | GPL                              | ?             | A C (linguagem de programação) e o x86 assembly código aberto para Sopcom foi lançado em 2000, no início sob uma licença não comercial, e depois sob a GNU GPL a pedido dos fãs.                                                    |
| Space Station 13           | 2003                                       | 2013               | RPG                                                                    | GPLv3+                             | CC BY-SA                         | 2D            | Um jogo multijogador, 2D, baseado em sprite e tile RPG. Escrito em BYOND. |
| Speed Dreams               | 2010                                       | 2012               | Sim Corrida                                                            | GNU General Public License\|GPLv2+ | FAL                              | ?             | Um fork de TORCS no final de 2008. |
| StepMania                  | 2005(?)                                    | 2015               | Rhythm game                                                            | MIT                                | MIT                              | 2D and 3D     | Um clone de Dance Dance Revolution, o jogador precisa apertar botões de forma sincronizada com a música. |
| SuperTux                   | 2003                                       | 2013               | Plataforma                                                             | GPL                                | GPL                              | 2D            | 2D Plataforma inspirado pela série Super Mario. |
| SuperTuxKart               | 2006                                       | 2019               | Corrida                                                                | GPL                                | GPL                              | 3D            | Arcade Corrida jogo similar a Mario Kart. |
| Teeworlds                  | 2007                                       | 2019               | Plataforma                                                             | zlib                               | CC BY-SA 3.0 (except font)       | 2D            | 2D side-scrolling shooter. |
| Tenés Empanadas Graciela   | 1996                                       | 2007               | TBS                                                                    | GPLv2                              | GPLv2                            | ?             | Baseado no jogo de tabuleiro Risk. |
| The Castle Doctrine        | 2014                                       | 2014               | MMO                                                                    | Domínio público                    | Domínio público                  | 2D            | Um jogo por Jason Rohrer, desenvolvido no Sourceforge repository and sold on Steam for 14.99$. |
| Tomatenquark               | 2020                                       | 2020               | FPS                                                                    | zlib                               | CC BY-SA 4.0 / Várias licenças   | 3D            | Um FPS online com editor de mapas, desenvolvido a partir do Cube 2: Sauerbraten. |
| Tremulous                  | 2006                                       | 2009               | FPS                                                                    | GPL                                | CC BY-SA                         | 3D            | Uma base de construção de aliens conta humanos, defendendo e atacando o time opositor. |
| TripleA                    | 2002                                       | 2015               | TBS                                                                    | GPL                                | GPL                              | 2D            | Um jogo de estratégia baseado em turnos e inspirado por Axis & Allies e motor de jogo de tabuleiro. Com desenvolvimento contínuo.                                                                                                   |
| Tux Racer                  | 2000                                       | 2009               | Corrida                                                                | GPL                                | GPL                              | 3D            | ? |
| Tux, of Math Command       | 2001                                       | 2011               | Educational game                                                       | GPL                                | GPL                              | 2D            | ? |
| UFO: Alien Invasion        | 2006                                       | 2014               | TBТ                                                                    | GPL                                | GPL, CC BY-SA                    | 3D            | Inspirado na série XCOM, mas com combates 3D na superfície da Terra. |
| UltraStar Deluxe           | 2007                                       | 2010               | Music                                                                  | GPL                                | GPL, CC                          | 2D            | Clone de SingStar. |
| UnCiv                      |                                            |                    |                                                                        |                                    |                                  |               | Estratégia por turnos baseado no Civilization |
| Unknown Horizons           | 2008                                       | 2014               | Jogo eletrônico de construção de cidade                                | GPL                                | GPL, CC, OFL                     | 2D Isométrico | Jogo com mistura de Jogo eletrônico de construção de cidade e estratégia em tempo real, inspirado na série Anno. |
| Unvanquished               | 2012                                       | 2015               | FPS                                                                    | GPL                                | CC BY-SA                         | 3D            | Team-based de tiro em primeira pessoa com fortes elementos de RTS, derivados do projeto do Tremulous. - Unvanquished |
| Vega Strike                | 2008                                       | 2012               | Space Sim                                                              | GPL                                | GPL                              | 3D            | Clone de Elite e motor de simulador espacial. |
| Warmux                     | 2002                                       | 2010               | Jogo eletrônico de artilharia                                          | GPL                                | GPL                              | 2D            | Clone de Worms. |
| Warzone 2100               | 1999                                       | 2014               | RTS                                                                    | GPLv2                              | CC BY-SA                         | 3D            | Pós-apocalíptico, cross-platform RTS. |
| Widelands                  | 2002                                       | 2014               | RTS                                                                    | GPL                                | GPL                              | ?             | É um RTS clone de The Settlers II. |
| WorldForge                 | 1998                                       | 2014               | MMORPG                                                                 | GPL                                | GPL                              | 3D            | Um framework de código aberto para MMORPG. |
| Xconq                      | 1987                                       | 2005               | TBS                                                                    | GPL                                | GPL                              | ?             | 4X strategy game engine. |
| X-Moto                     | 2005                                       | 2012               | Plataforma                                                             | GPL                                | GPL                              | 2D            | Elasto Mania Clone. |
| Xonotic                    | 2010                                       | 2015               | FPS                                                                    | GPL                                | GPL                              | 3D            | Um fork e sucessor direto do jogo Nexuiz. |
| XPilot                     | 1992                                       | 2010               | arcade                                                                 | GPL                                | GPL                              | 2D            | Um jogo multijogador Asteroids. |
| Yo Frankie!                | 2008                                       | 2009               | Action-adventure                                                       | GPL, LGPL                          | CC BY 3.0                        | 3D            | ? |
| Zooshi                     | 2015                                       |                    |                                                                        | Apache 2.0                         |                                  |               | |

## Jogos de Código Aberto com Conteúdo Próprio (Não-Livre)
Enquanto os jogos nesta tabela são desenvolvidos sob uma licença de código aberto, somente a reutilização e a modificação do código que são permitidos. O conteúdo de alguns dos jogos como (sons, gráficos, video e outros artwork) é proprietário ou restrito o seu uso. A motivação para um desenvolvedor abrir o código enquanto o resto do jogo não é livre, é mais frequentemente a proteção de um jogo como produto comercial vendável.
| Título                              | Lançado em | Última atualização | Gênero               | Licença do Motor de Jogo                                  | Licença do conteúdo                                    | Dimensões | Informações Adicionais |
| ----------------------------------- | ---------- | ------------------ | -------------------- | --------------------------------------------------------- | ------------------------------------------------------ | --------- | --- |
| Angband                             | 1990       | 2015               | Roguelike            | GPL                                                       | GPL+Proprietária                                       | Texto     | ? |
| AssaultCube                         | 2006       | 2010               | FPS                  | zlib                                                      | CC BY-NC-SA                                            | 3D        | Baseado no Cube. Uma versão online leve de FPS (pacote de 45-50 MB), com um criador de mapas interno e a capacidade de ser jogado em uma conexão de 56k.                               |
| C-Dogs SDL                          | 2002       | 2013               | Run and gun          | GPL                                                       | Freeware                                               | 2D        | Overhead run and gun, com hotseat cooperative and deathmatch play for up to four players.                                                                                              |
| C-evo                               | 1999       | 2008               | TBТ, 4X              | Domínio público                                           | Proprietária                                           | ?         | Inspired by Sid Meier's Civilization |
| Cart Life                           | 2011       | 2014               | Simulation           | CART LIFE'S FREE LICENSE (Permissive license)             | CART LIFE'S FREE LICENSE (Permissive license)/Freeware | 2D        | Em março de 2014 o código-fonte e o jogo foram disponibilizados por Richard Hofmeier de graça online, dizendo que ele havia terminado o suporte do jogo. Winner of the IGF 2013 award. |
| CodeRED: Alien Arena                | 2004       | 2011               | FPS                  | GPL                                                       | Proprietária                                           | ?         | Baseado no motor de código aberto da ID Software. |
| Cube                                | 2002       | 2005               | FPS                  | zlib                                                      | Proprietária                                           | 3D        | Estilo Deathmatch multijogador com edição de mapa. |
| Cube 2: Sauerbraten                 | 2004       | 2013               | FPS                  | zlib                                                      | Várias licenças não-livres e algumas livres            | 3D        | Estilo Deathmatch multijogador com edição de mapa. |
| Frets on Fire                       | 2006       | 2008               | Music                | GPL                                                       | GPL, Proprietária                                      | 3D        | Guitar Hero clone. |
| Frogatto & Friends                  | 2010       | 2011               | Plataforma           | GPL                                                       | Proprietária                                           | ?         | Inicialmente para Windows, Linux, e Mac; segurar e atirar os inimigos, nadar, conversa; linguagem de script incluída.                                                                  |
| Green Mahjong                       | 2014       | 2014               | Puzzle               | GPLv3                                                     | CC BY-NC-SA                                            | 2D        | Solitaire Mahjong |
| H-Craft Championship                | 2007       | 2015               | Corrida              | zlib                                                      | Free for personal use                                  | 3D        | Corrida ao estilo ficção científica para Linux, Windows e Android que usa o motor Irrlicht.                                                                                            |
| Katawa Shoujo                       | 2012       | 2012               | Visual Novel         | Licença MIT (most of game and engine beside some scripts) | CC BY-NC-ND                                            | 2D        | Uma visual novel. |
| Kroz series                         | 1987       | 2009               | Maze                 | GPL                                                       | Freeware                                               | ?         | O fonte foi lançado em 20 de março de 2009. |
| Lugaru                              | 2005       | 2010               | Ação Terceira Pessoa | GPL                                                       | Proprietária                                           | 3D        | Um jogo onde o jogador e um coelho anthropomorphic que busca vingança quando um grupo de coelhos inimigos matam a sua família.                                                         |
| OpenTTD                             | 2005       | 2015               | Business Sim         | GPLv2                                                     | GPLv2, CC Sampling Plus                                | 2D        | Um clone de código aberto do Transport Tycoon Deluxe. |
| osu!lazer                           | 2016       | 2024               | Musical              | MIT                                                       | CC BY-NC 4.0                                           | 2D        | Jogo de ritmo com vários modos baseado no Osu! Tatakae! Ouendan para Nintendo DS. |
| PlaneShift                          | 2001       | 2015               | MMORPG               | GPL                                                       | Proprietária                                           | 3D        | MMORPG grátis para jogar. |
| Star Wars Jedi Knight: Jedi Academy | 2003       | 2009               | Third-person shooter | GNU General Public License\|GPLv2                         | Proprietária                                           | 3D        | O fonte foi lançado como GPLv2 por Raven Software e Activision após a dissolução da Lucas Arts em 2013.                                                                                |
| Steel Storm: Episode I              | 2010       | 2010               | Action               | GNU General Public License\|GPLv2                         | CC BY-NC-SA 3.0                                        | ?         | Baseado em DarkPlaces. Um indie top-down arcade shooter com single-player, deathmatch, e coop.                                                                                         |
| Smokin' Guns                        | 2009       | 2012               | FPS                  | GPLv2                                                     | Proprietária                                           | 3D        | Estilo Western de Tiro em primeira pessoa usando o motor ioquake3. |
| Tales of Maj'Eyal                   | 2012       | 2014               | RPG/Roguelike        | GPLv3                                                     | GPLv3+Proprietária                                     | 2D        | ? |
| The Dark Mod                        | 2009       | 2013               | Stealth game         | GPLv3+                                                    | CC BY-NC-SA                                            | 3D        | Jogo no estilo de Thief (series) (1 e 2) usando um motor modificado Id Tech 4 |
| The Last Eichhof                    | 1993       | 1993               | Shoot-'em-up         | (Domínio público)                                         | Freeware                                               | 2D        | Shoot-'em-up lançado para MS-DOS em 1993 pela companhia suíça Alpha Helix. Fonte lançado em 1995.                                                                                      |
| TORCS                               | 1997       | 2013               | Corrida              | GPL                                                       | Free Art License / Proprietária                        | 3D        | Alguns modelos de carros não são livres, mas tem uma versão DFSG que não os inclui. |
| Urban Terror                        | 2000       | 2011               | FPS                  | GPL                                                       | Proprietária                                           | 3D        | jogo multijogador de tiro tático baseado no motor id tech 3. |
| Vdrift                              | 2005       | 2012               | Corrida              | GPL                                                       | GPL e Proprietária                                     | 3D        | Alguns dados não são livres, por exemplo o modelo de carro "SV", sob a licença CC BY-NC-SA.                                                                                            |
| Warsow                              | 2005       | 2012               | FPS                  | GPL                                                       | Proprietária                                           | 3D        | Baseado no Qfusion, um Quake II mod. |
| World of Padman                     | 2007       | 2008               | FPS                  | GPL                                                       | Proprietária                                           | ?         | Originalmente um Quake 3 mod. Tornou-se autônomo em 2007, agora roda no ioquake3. |
| Zero-K                              | 2010       | 2015               | RTS                  | GPL                                                       | CC BY-NC-ND                                            | 3D        | Zero-K is a multi-platform real time strategy game inspired by Total Annihilation, powered by the Spring game engine.                                                                  |

## Remakes de Código Aberto com Conteúdo Proprietário
Os remakes nesta tabela foram desenvolvidos sob uma licença de código aberto que permite a reutilização, bem como modificações e redistribuição comercial do código. Já o conteúdo (artwork, músicas, etc.) são proprietários e não são livres, portanto, o jogo inteiro não é livre. Ver também Game Engine Recreation e Lista de Motores de Jogos para ScummVM.
| Título       | Lançado em | Última atualização | Gênero                        | Licença do Motor de Jogo | Licença do conteúdo | Dimensões | Informações Adicionais                         |
| ------------ | ---------- | ------------------ | ----------------------------- | ------------------------ | ------------------- | --------- | ---------------------------------------------- |
| Exult        | 1992       | 2012               | RPG                           | GPL                      | Proprietária        | 2D        | Motor de Jogo remake de Ultima VII.            |
| REminiscence | 1992       | 2011               | Jogo eletrônico de plataforma | GPL                      | Proprietária        | 2D        | Motor de Jogo remake de Flashback (1992 jogo). |

## Jogos com Código-fonte Disponível
Para os jogos nesta tabela o código-fonte está disponível mas eles não são nem código aberto de acordo com a decisão do OSI e nem software livre. Estes jogos dispõe de licenças especiais, como por exemplo, que só pode modificar o fonte para uso pessoal ou educacional. Tipicamente, essas licenças são do tipo Creative Commons não-comercial (como CC BY-NC-SA ou licença MAME).
| Título           | Lançado em | Último lançamento              | Gênero                             | Licença do Motor de Jogo | Licença do Conteúdo   | Dimensões | Informações Adicionais |
| ---------------- | ---------- | ------------------------------ | ---------------------------------- | ------------------------ | --------------------- | --------- | --- |
| Jump 'n Bump     | 1998       | 1999                           | Deathmatch Plataforma              | Emailware                | Emailware             | ?         | Jogo de 1998, de plataforma para MS-DOS, escrito em C e Assembly pela Brainchild Design. O fonte foi lançado em 1999, e então portado para um número de outros sistemas operacionais e plataformas via SDL. |
| Mari0            | 2012       | 2012 (stable), 2014 (unstable) | Plataforma                         | CC BY-NC-SA              | CC BY-NC-SA           | 2D        | Remake de Super Mario Bros com elementos de Portal. |
| Corrida          | 2003       | 2011 (Proprietária)            | Sim Corrida                        | Proprietária             | Proprietária/Freeware | ?         | Somente o fonte da versão 0.5 está disponível, todos os outros lançamentos têm o código fechado. |
| Spelunky Classic | 2008       | 2009                           | Plataforma                         | non-commercial license   | Freeware              | 2D        | O fonte da versão freeware para Windows de 2008 foi publicado sob licença de software permitindo uma distribuição não-comercial em 25 de dezembro de 2009. Based on this source code the game community created a community patch which added support for Mac OS X. Para o posterior lançamento de 2012 o fonte não foi fornecido, somente para a versão "Classic" de 2008. |
| Visual Pinball   | 2000       | 2011                           | Pinball simulation editor and game | MAME like license        | diverse               | ?         | Muitas recriações e tabelas customizadas grátis do original disponíveis. O programa é também capaz de operar com Visual PinMAME. |